# Flora Mutahi
Flora Mutahi là một kế toán viên, doanh nhân và giám đốc điều hành công ty người Kenya. Cô là chủ tịch Hiệp hội các nhà sản xuất Kenya. Cô cũng là người sáng lập và giám đốc điều hành của công ty Melvin Marsh International Limited, công ty sản xuất trà Melvin, một thương hiệu của Kenya.

## Bối cảnh và giáo dục
Cô sinh ra ở Kenya và theo học các trường địa phương cho giáo dục tiểu học và trung học. Cô có bằng Cử nhân về kế toán và tài chính, học tại Đại học Quốc tế Hoa Kỳ. Cô cũng có một bằng Thạc sĩ Quản trị Kinh doanh, được Đại học Cape Town ở Nam Phi trao cho. Cô là một Kế toán viên được chứng nhận (Certified Public Accountant).

## Sự nghiệp
Lúc đầu, Mutahi vay tiền từ mẹ mình, để đủ điều kiện đi vay tiếp ngân hàng. Trong lần đầu tiên vay ngân hàng, cô mạo hiểm kinh doanh sản xuất muối. Sau đó, cô bắt đầu chuyển qua kinh doanh trà. Cô cũng đã bắt đầu thực hiện chế biến và tiếp thị gạo. Trong nước Kenya, Cô được biết đến nhiều nhất với Melvin Marsh International, công ty mà cô thành lập năm 1995, nơi cô làm Giám đốc điều hành kể từ đó.
Vào tháng 7 năm 2016, Mutahi được bổ nhiệm làm chủ tịch Hiệp hội các nhà sản xuất Kenya, người phụ nữ đầu tiên giữ vị trí này kể từ khi thành lập hiệp hội vào năm 1959. Vào tháng 11 năm 2017, bà được bầu làm Phó Chủ tịch Hội đồng kinh doanh của thị trường chung Đông và Nam Phi (COMESA). Mutahi là thành viên của ban giám đốc Seed Hope, một tổ chức phi lợi nhuận của Kenya đang nỗ lực cải thiện điều kiện sống của những người sống trong khu ổ chuột ở thị trấn tồi tàn Kibera.

## Gia đình
Mutahi có ba người con.